# Platypalpus sericatus
Platypalpus sericatus är en tvåvingeart som beskrevs av Axel Leonard Melander 1927. Platypalpus sericatus ingår i släktet Platypalpus och familjen puckeldansflugor.
Artens utbredningsområde är British Columbia. Inga underarter finns listade i Catalogue of Life.